# Ewout van Vredenburch
Ewout baron van Vredenburch (Delft, 12 december 1779 - 's-Gravenhage, 12 juni 1861) was een Nederlands ambtenaar, provinciaal gouverneur en later commissaris van de Koning.
Van Vredenburch doorliep een ambtelijke carrière. Hij was achtereenvolgens hoofdambtenaar algemene directie van de Waterstaat, auditeur keizerlijke staatsraad, sous-prefect van het arrondissement Haarlem in het Zuiderzeedepartement, secretaris van het ministerie van Waterstaat en Publieke Werken en referendaris eerste klasse van de Raad van State.
Hierna werd hij gouverneur van Noord-Brabant en Zeeland.
- Biografisch Portaal: 05976724
- Digitale Bibliotheek voor de Nederlandse Letteren: vred025
- Parlement.com: vg09llz0hmvf